# مالي ويباماني
مالي ويباماني كان ملك كوش من مروي، ربما اعتلى العرش في عام 435 ق.م، سبقه الملك نساخما وتبعه الملك تالاكماني. يعتقد أنه ربما كان ابن الملك نساخما ويُعتقد أيضا أن الملكين بسكاكيرن واماني نتيركي من أبنائه. دفن مالي ويباماني في نوري (الهرم رقم 11).